# Schwarzach (Baden-Württemberg)
Schwarzach è un comune tedesco di 3 054 abitanti, situato nel land del Baden-Württemberg.